# 中国科学院院刊
《中国科学院院刊》创刊于1987年，是中国大陆基础科学类季刊，编辑部位于北京市。此刊物由中国科学院主办。
《中国科学院院刊》在2018年被中华人民共和国国家新闻出版广电总局新闻报刊司评为2017年全国“百强报刊”。